# Abel Pacheco
Abel Pacheco de la Espriella, kostariški zdravnik, pedagog in politik, * 22. december 1933, San José, Kostarika.
Pacheco je bil predsednik Kostarike od 8. maj, 2002, - 8. maj, 2006.